# Lee Dunne
Pour les articles homonymes, voir Dunne.
Lee Dunne, né le 21 décembre 1934 à Dublin, en Irlande et mort le 11 avril 2021, est un écrivain, dramaturge et scénariste irlandais, auteur de roman policier.

## Biographie
Né dans une famille très pauvre, il travaille, dès l'âge de 7 ans, comme livreur de lait et de journaux. Il abandonne l'école à 14 ans. Il occupe ensuite divers petits emplois : employé d'assurance, chanteur de café, acteur, steward dans des paquebots, chauffeur de taxi.
Il devient scénariste pour la BBC et rédige des scripts pour des séries télévisées. Il travaille aussi pour la radio irlandaise pour laquelle il écrit plus de mille cinq cents épisodes de soap operas.
Sous le pseudonyme de Peter O'Neil, il publie deux livres érotiques. En 1965, il fait paraître Goodbye to the Hill, une autobiographie romancée de son enfance. Il en écrit également l'adaptation pour un film irlandais réalisé par Daniel Haller sous le titre Paddy (en). Il écrit ensuite d'autres romans et des pièces de théâtre.
Son seul roman traduit en français, IRA-cible (Ringleader) est paru dans la collection Série noire.
Il meurt le 11 avril 2021.

## Œuvre

### Romans

#### SérieCabbie
- Midnight Cabbie (1974)
- Cabbie Who Came in from the Cold (1975)
- The Day Of The Cabbie (1975)
- The Cabfather (1975)
- Virgin Cabbies (1976)

#### Autres romans
- Goodbye to the Hill (1965)
- Bed in the Sticks (1968)
- Does Your Mother? (1970)
- Ringleader (1970) Publié en français sous le titre IRA-cible, Paris, Éditions Gallimard, coll. « Série noire » no 1823 (1981)  (ISBN 2-07-048823-3)
- Paddy Maguire Is Dead (1972)
- Maggie's Story (1975)
- Big Al (1975)
- Barleycorn Blues (2004)
- Dancers of Fortune (2005)
- Seasons of Destiny (2006)

### Autre ouvrage
- My Middle Name Is Lucky (2006)

## Filmographie

### Adaptation au cinéma
- 1970 : Paddy (en), film irlandais réalisé par Daniel Haller, adaptation de Goodbye To the Hill

### Scénarios pour le cinéma
- 1969 : The Pale Faced Girl, court métrage britannique réalisé par Francis Searle
- 1970 : I Can't... I Can't (en), film irlando-britannique réalisé par Piers Haggard

### Scénarios pour la télévision
- 1963 : Who Killed Cock Robbin?, épisode de la série télévisée britannique No Hiding Place (en)
- 1963 : The Villain, épisode de la série télévisée britannique Taxi! (en)
- 1966 : Error of Judgement, épisode de la série télévisée britannique The Troubleshooters (en)
- 1967 : The Pilgrim Man, épisode de la série télévisée britannique Vendetta
- 1969 : Once a Big Man, Always a Big Man, épisode de la série télévisée britannique Callan (en)
- 1971 : Only the Earth, téléfilm irlandais réalisé par Laurence Bourne
- 1985 - 1986 : Withdrawal, Lovers?, Too Many Chiefs et Face to Face, épisodes de la série télévisée irlandaise Inside

## Sources
: document utilisé comme source pour la rédaction de cet article.
Claude Mesplède et Jean-Jacques Schleret, Les Auteurs de la Série noire p. 149-150, Joseph K. (1996)  (ISBN 9-782-91068611-6)